# 帕斯夸爾·塞韋拉-托佩特
帕斯夸尔·塞韦拉-托佩特（西班牙語：Pascual Cervera y Topete，1839年2月18日—1909年4月3日），西班牙海軍上将，曾任海军大臣、海军参谋总长、驻英使馆海军武馆等职。美西战争期间指挥西班牙海军古巴舰队与美军作战。尽管他认为西班牙海军面临多重问题，并且没有机会战胜美国海军。但塞韦拉还是指挥了古巴舰队，在圣地亚哥海战中进行了最后的战斗。

## 早年生活
1839年2月18日出生于加的斯省梅迪納-西多尼亞的一个海军军官家庭。父亲曾参加过抵抗拿破仑入侵西班牙的战争。1852年进入聖费爾南多的海軍軍官學校就讀。1858年随舰队赴古巴，参与镇压古巴独立的战争。1859年參加了第一次西班牙-摩洛哥战争。。
1860年被派往菲律宾，参与镇压棉兰老岛摩洛人的叛乱。1864年因战功晋升中尉军衔。随后，塞韦拉参与了对菲律宾群岛数百个岛屿的测绘工作。1865年返回西班牙。
回国后参与卡洛斯战争。战争结束后被任命为舰队司令，指挥镇压菲律宾摩洛人叛乱。1876年被任命为霍洛岛总督，但在菲律宾感染疟疾。不久后应首相安东尼奥·卡诺瓦斯·德尔卡斯蒂略的要求返回西班牙，报告菲律宾有关情况。首相试图任命他为海军大臣，但遭到塞韦拉拒绝。
1879年-1882年任风帆护卫舰费罗拉纳号舰长。1882年-1885年任卡塔赫纳海军基地司令官。1885年-1890年任战列舰佩拉约号建造委员会委员。1888年任该舰第一任舰长。任职期间他不得不与西班牙海军的官僚程序作斗争，导致战列舰建造延误。

## 政府工作
1891年5月被玛利亚·克里斯蒂娜太后任命为她的海军副官。1892年担任Nervión造船厂的技术和行政主管，负责完成玛利亚·特蕾莎公主级的三艘装甲巡洋舰的建造工作。
1892年12月14日-1893年3月23日在萨加斯塔内阁中担任海軍大臣，并晋升少将军衔。但新塞韦拉试图让萨加斯塔首相承诺不降低海军预算作为回报。然而，没过多久，首相就违背了这一承诺，因此塞韦拉于1893年辞去了职务。但在此之前，他还试图努力提高西班牙海军的效率。随后被任命为驻英海军武官。他在英国见证了英国海军的飞速技术进步。

## 美西战争
塞韦拉警惕地看到了西班牙和美国之间紧张局势的升级，因为他认为由于美国海军在1892年至1896年间取得的进步，他们在战争中的失败将是不可避免的。塞韦拉认为西班牙没有做好足够的准备来保卫他们的殖民地。尽管如此，他还是于1897年10月20日接受了古巴舰队指挥官的任命，并立即组织了演习以训练船员，因为上一次进行海军演习是在1884年。塞韦拉试图在短时间内纠正舰队中的众多缺陷，包括缺乏训练和补给不足。然而，他继续面临来自海军部内部的困难。
1898年2月美国战列舰缅因号在哈瓦那港发生爆炸后，塞韦拉迅速返回西班牙亲自与政府交谈。但在佛得角时接到海军部的命令，组织舰队赴古巴参战。尽管舰队严重准备不足，塞韦拉于5月19日绕过美国海军的封锁进入古巴圣地亚哥港。
古巴舰队：
- 玛利亚·特蕾莎公主号巡洋舰
- 比斯开号巡洋舰
- 奥昆多海军上将号巡洋舰
- 克里斯托弗·哥伦布号巡洋舰
- 普鲁顿号驱逐舰
- 弗洛尔号巡洋舰

6月2日，西班牙古巴舰队被美国海军封锁。7月2日，西班牙舰队试图突围，古巴聖地亚哥戰役爆发。在战争中，塞韦拉领导西班牙海军古巴舰队奋勇抵抗。但由于西班牙海军力量薄弱，古巴舰队的6艘舰艇全部被美军击沉，塞韦拉本人也被俘。之后，塞韦拉和其他俘虏被送往安纳波利斯，在那里他们可以自由地在美国海军学院游览，并受到美国人的欢呼。8月20日，美国政府以他不拿起武器对抗美国为条件给予他自由，但他拒绝了，称接受有条件的自由在西班牙法律上是非法的。他直到1898年9月才返回西班牙。战后几年，他在西班牙和美国公众中广受欢迎。塞韦拉獲釋後從美國返回西班牙，1902年任海軍參謀总長，並在1903年5月獲得西班牙参议院終身參議員資格。
1906年被任命为费罗尔海军基地指挥官。1907年退休。1909年4月3日逝世，享年70岁。1916年葬于圣费尔南多海军水手万神殿。

## 个人生活
塞韦拉与1865年结婚，他的一个儿子也在西班牙海军服役。塞韦拉的英语非常流利。

## 纪念
逝後，西班牙海軍的塞韦拉海军上将級巡洋艦與其首舰「塞韋拉將軍號」即以他命名。
2018年，巴塞罗那市议会通过法令，以他的名字命名一条街道。

## 荣誉
- 天主教圣伊莎贝拉勋章
- 圣赫梅内吉尔皇家军事勋章
- 海军功勋大十字勋章
- 白色海军十字勋章
- 红色海军十字勋章
- 法国荣誉军团骑士勋章